# Palazzi dell'INPS a Piazza Augusto Imperatore
I Palazzi dell'INPS a Piazza Augusto Imperatore sono tre palazzi situati rispettivamente sui lati nord, est e sud di piazza Augusto Imperatore, nel rione Campo Marzio di Roma. I tre edifici furo progettati da Vittorio Ballio Morpurgo secondo lo stile razionalista.
Al centro della piazza disegnata dai tre edifici si trova il mausoleo di Augusto e sul lato ovest il museo dell'Ara Pacis, costruito per ospitare l'Ara Pacis Augustae: realizzato anch'esso dal Morpurgo, questo è stato poi sostituito dall'attuale struttura progettata da Richard Meier e inaugurata nel 2006.

## Storia

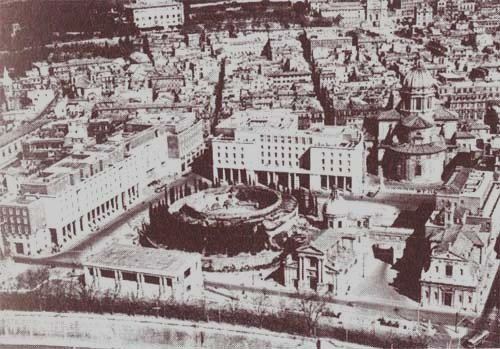
Veduta aerea della piazza nel 1937, durante i lavori di costruzione. Intorno al mausoleo di Augusto, i tre palazzi (sinistra, su e destra, nord, est e sud rispettivamente). Di seguito, la teca dell'Ara Pacis e due chiese: San Rocco in Augusteo (a sinistra) e San Girolamo dei Croati (a destra). La chiesa più grande, in alto, è San Carlo al Corso.

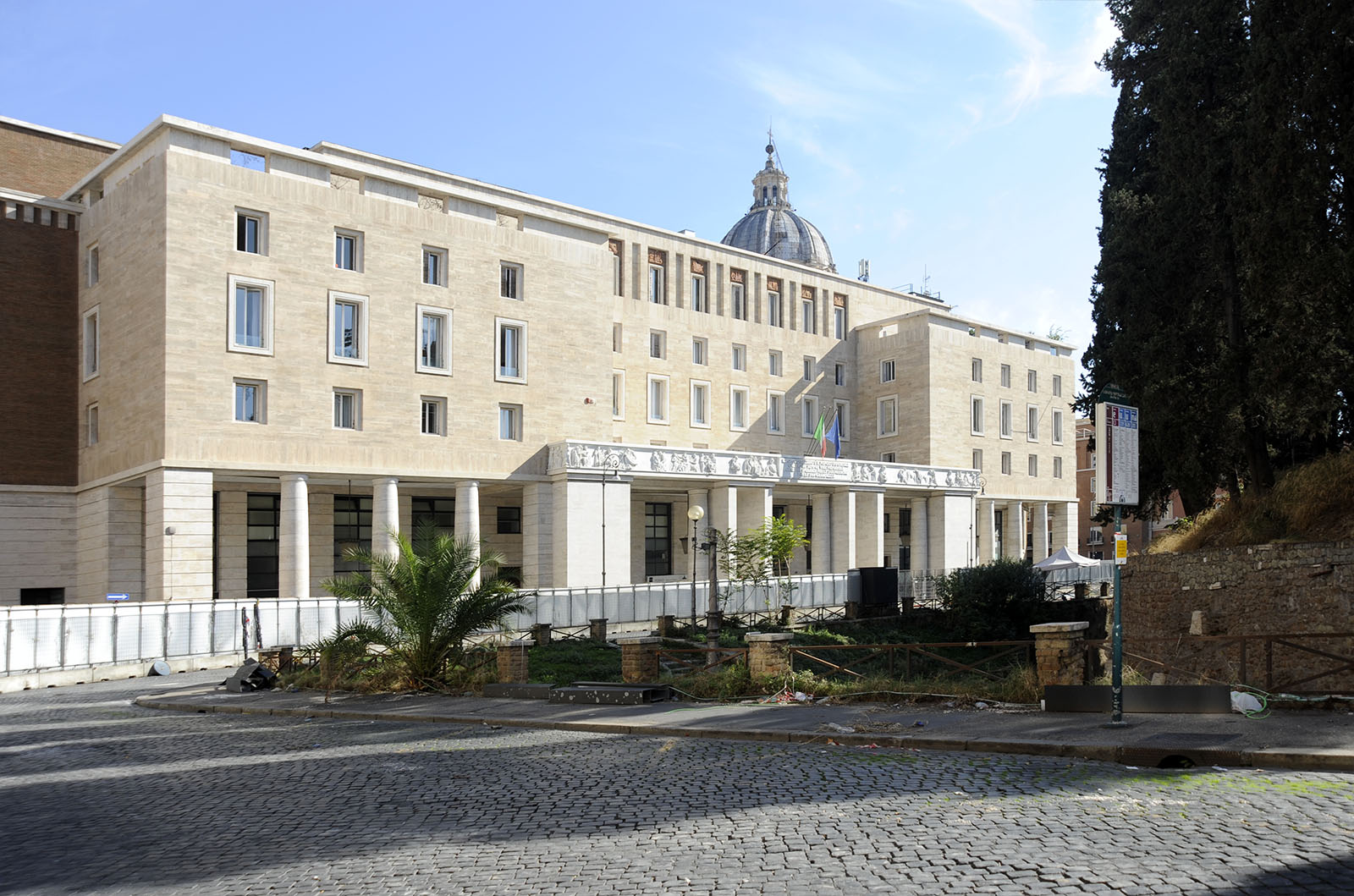
Palazzo INPS a piazza Augusto Imperatore

Durante il regime fascista, già nel 1934 erano iniziate le demolizioni degli edifici circostanti il mausoleo di Augusto, così da creare la nuova piazza Augusto Imperatore, incentrata sul monumento antico.
Nel progetto di Vittorio Ballio Morpurgo, il mausoleo avrebbe dominato il centro di una piazza concepita come un nuovo "foro romano", che sarebbe stata dotata di portici per ospitare attività commerciali, uffici pubblici e sale da concerto. A tal fine, in coincidenza ad altri eventi organizzati per il bimillenario augusteo, nel 1937-8 furono realizzati anche i tre grandi edifici, che circondavano su tre lati la nuova piazza. Sul quarto lato, ad ovest, Morpurgo realizzò una teca di vetro e cemento per accogliervi l'Ara Pacis; concepita come provvisoria, solo nel 2006 fu sostituita dall'attuale Museo dell'Ara Pacis.
Palazzo nord
Il più grande dei tre palazzi, situato all'estremità nord, nel 1938 fu decorato con un enorme mosaico di oltre 70 metri quadrati sulla facciata, progetto dell'artista Ferruccio Ferrazzi, il quale propose la sua versione del mito dell'origine di Roma utilizzando i mosaici, anziché l'intarsio di marmo originariamente previsto, allo scopo di ridurre i costi. Nel 1940, Giulio Rosso decorò l'atrio di fronte a via di Ripetta con scene di vita popolare romana a Trinità dei Monti, a piazza del Popolo e al porto di Ripetta.
Nel dicembre 2018 il palazzo è stato venduto per 150 000 000 € dallo Stato a Edizione Property S.p.A., società dei Benetton, che nel luglio 2019 lo ha concesso in affitto a Bulgari con un contratto di locazione di tipo alberghiero e di durata decennale. Il nuovo Bulgari Hotel è stato inaugurato il 9 giugno 2023.
Palazzo est
Il secondo edificio si trova all'estremità est ed è costituito da due corpi laterali che fiancheggiano la facciata centrale a incasso, dotato di un vasto portico sostenuto da grandi colonne e decorato con un fregio scolpito nell'architrave, opera congiunta di Morpurgo e Alfredo Biagini. Nello stesso isolato, intorno a Largo degli Schiavoni, sorge l'abside della grande chiesa di San Carlo al Corso.
Ospita uffici, attività commerciali e la Commissione di vigilanza sui fondi pensione (COVIP).
Palazzo sud
Sul lato sud, infine, si trova il terzo edificio, che attualmente ospita il Pontificio Collegio Croato di San Girolamo (o Collegio degli Illirici) annesso alla chiesa di San Girolamo dei Croati e che divide lo stesso isolato con il Palazzetto Torlonia di via Tomacelli. La facciata esibisce tre grandi mosaici, anch'essi del 1938, che rappresentano storie sulla cristianizzazione dei croati, opere di Jozo Kljaković.

## Galleria d'immagini
Palazzo nord

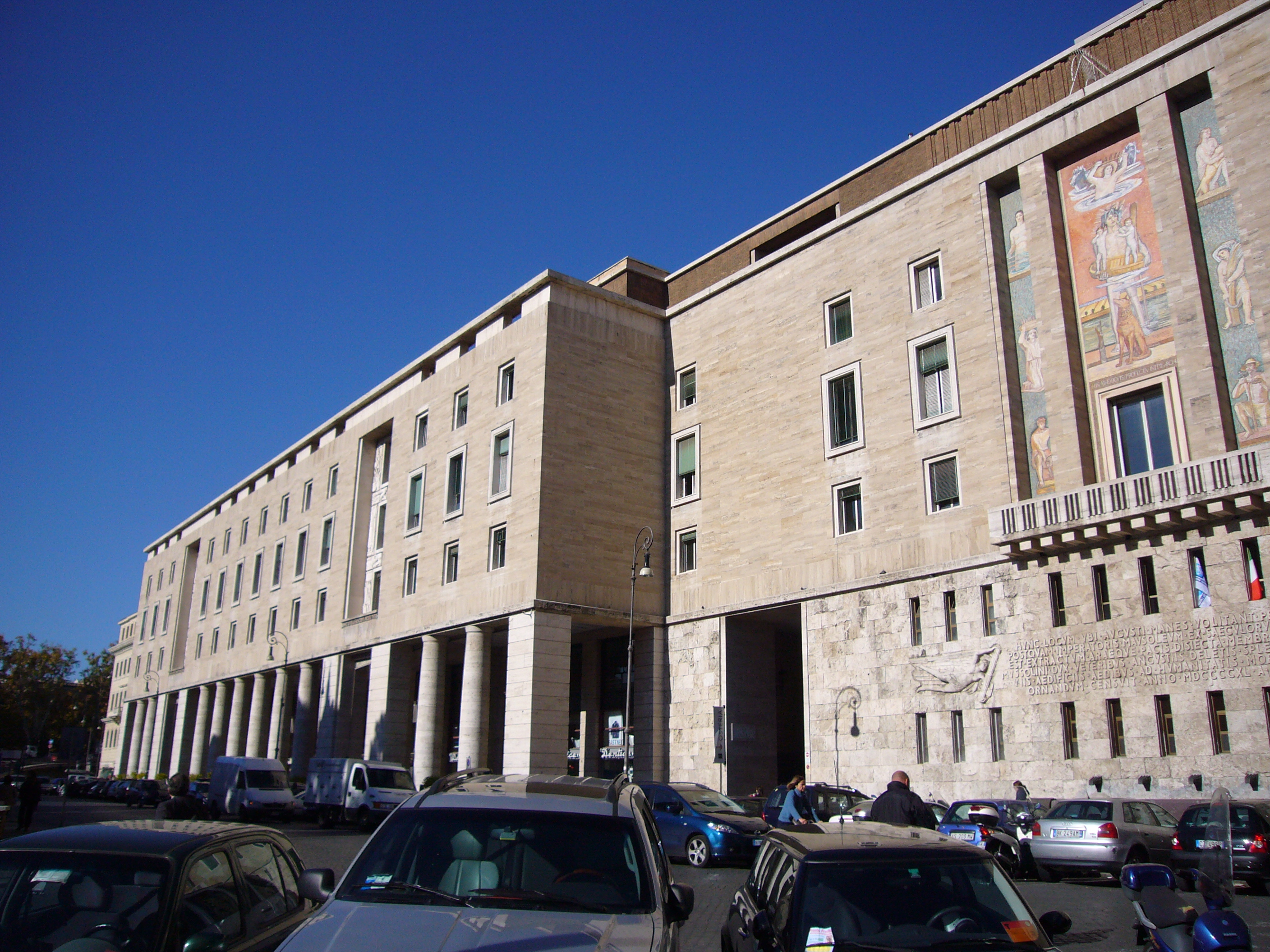
Vista generale
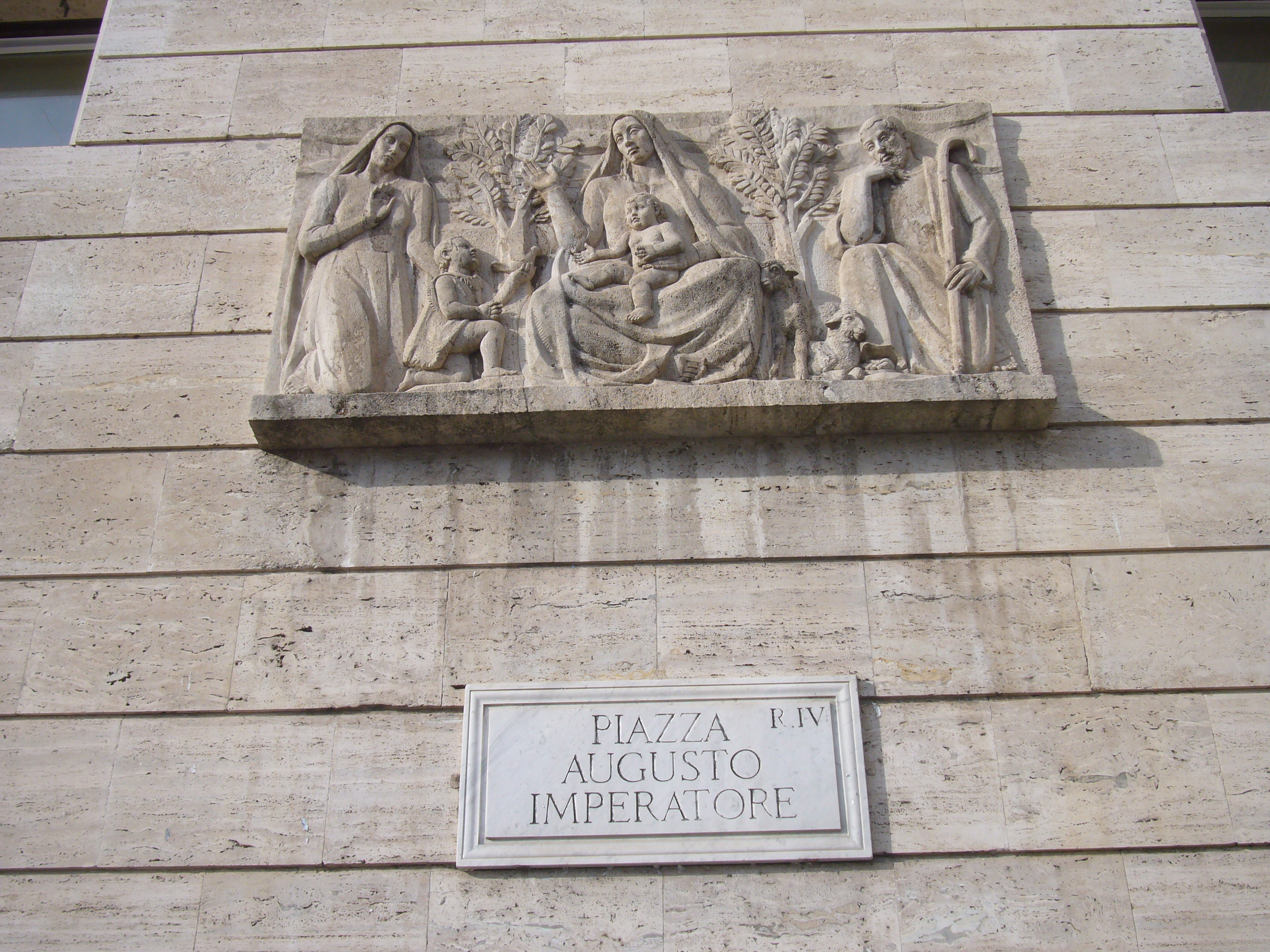
Rilievo di madre con bambino
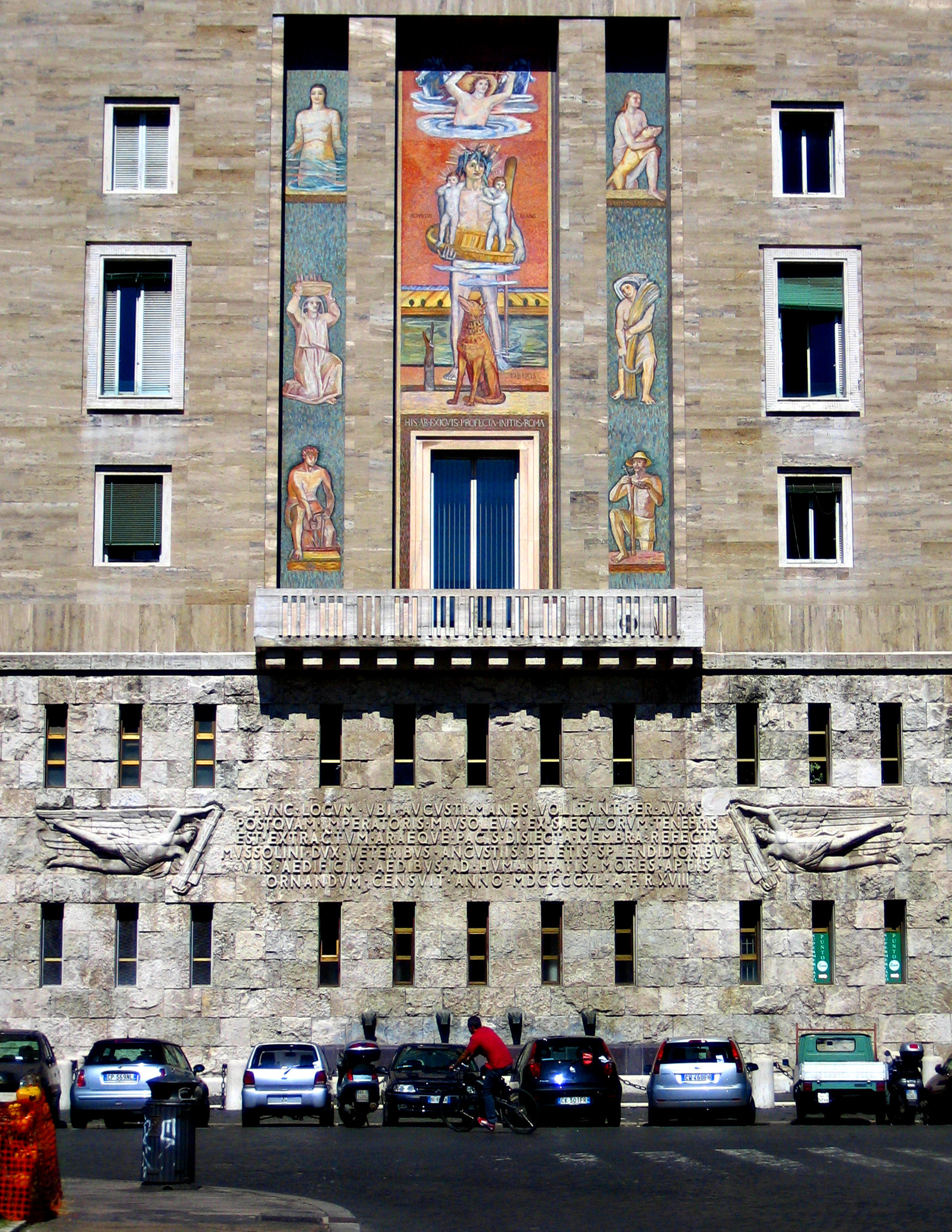
Mosaico sull'origine di Roma e iscrizione dedicatoria in latino

Palazzo est

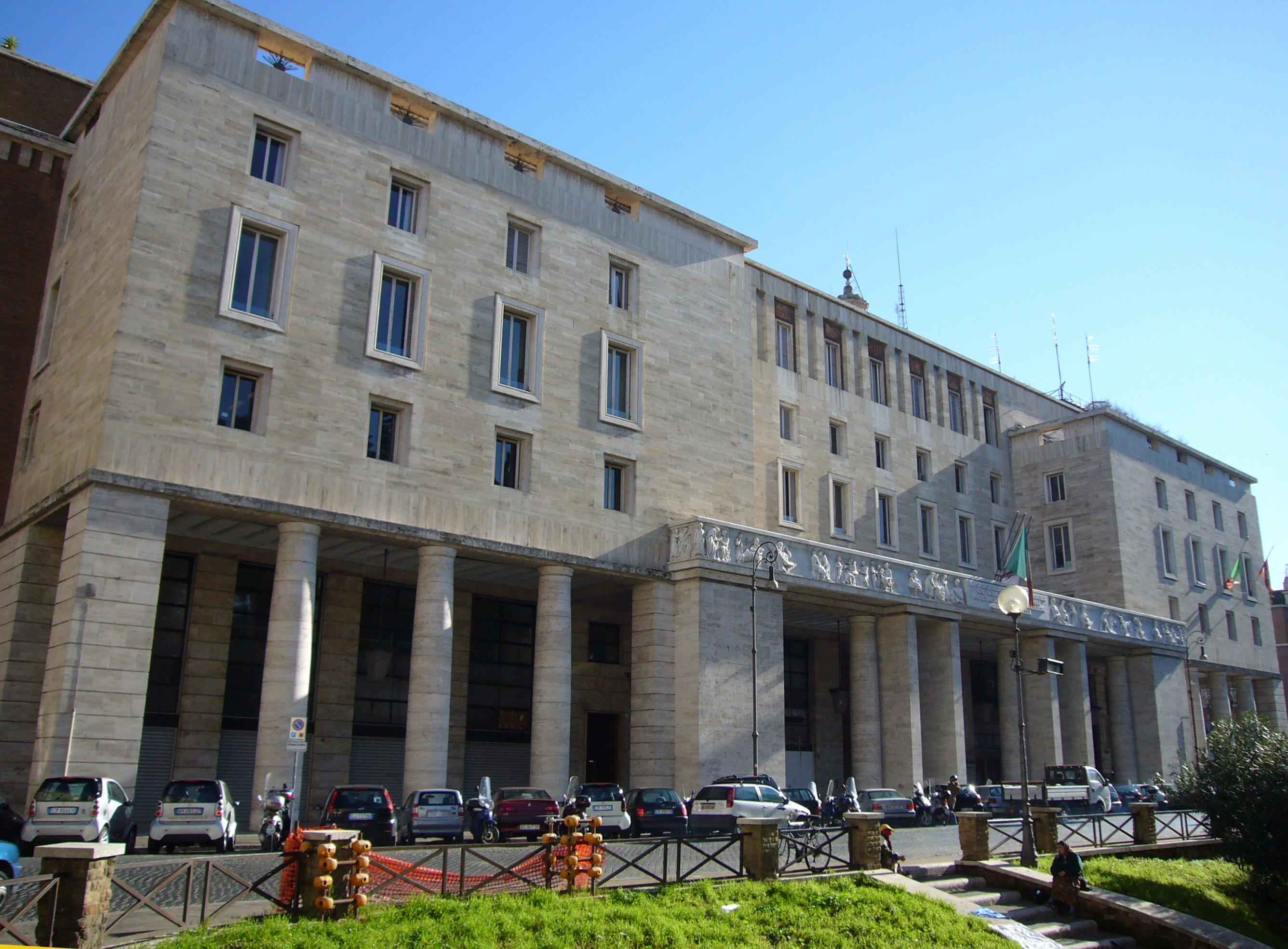
Vista generale
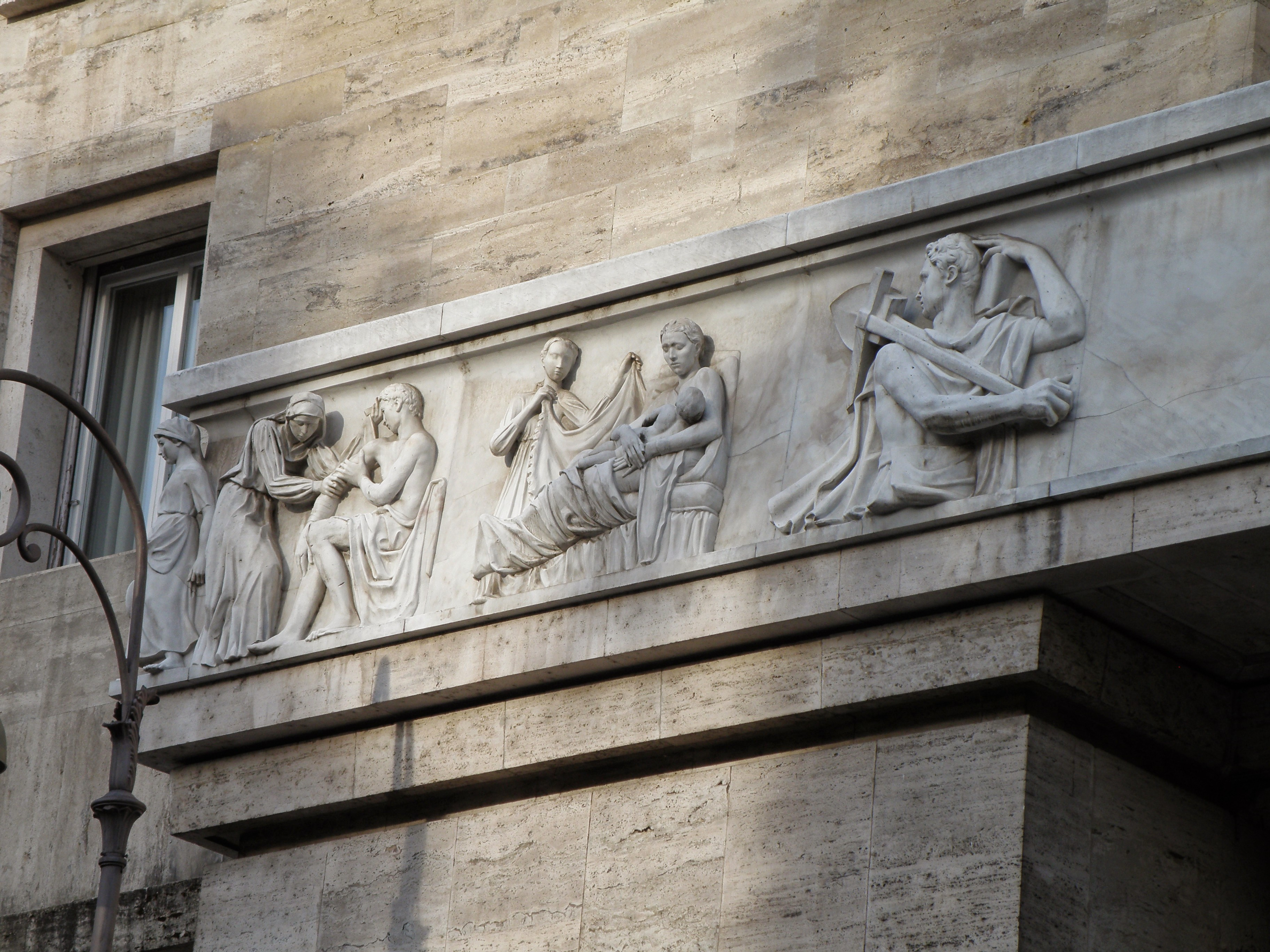
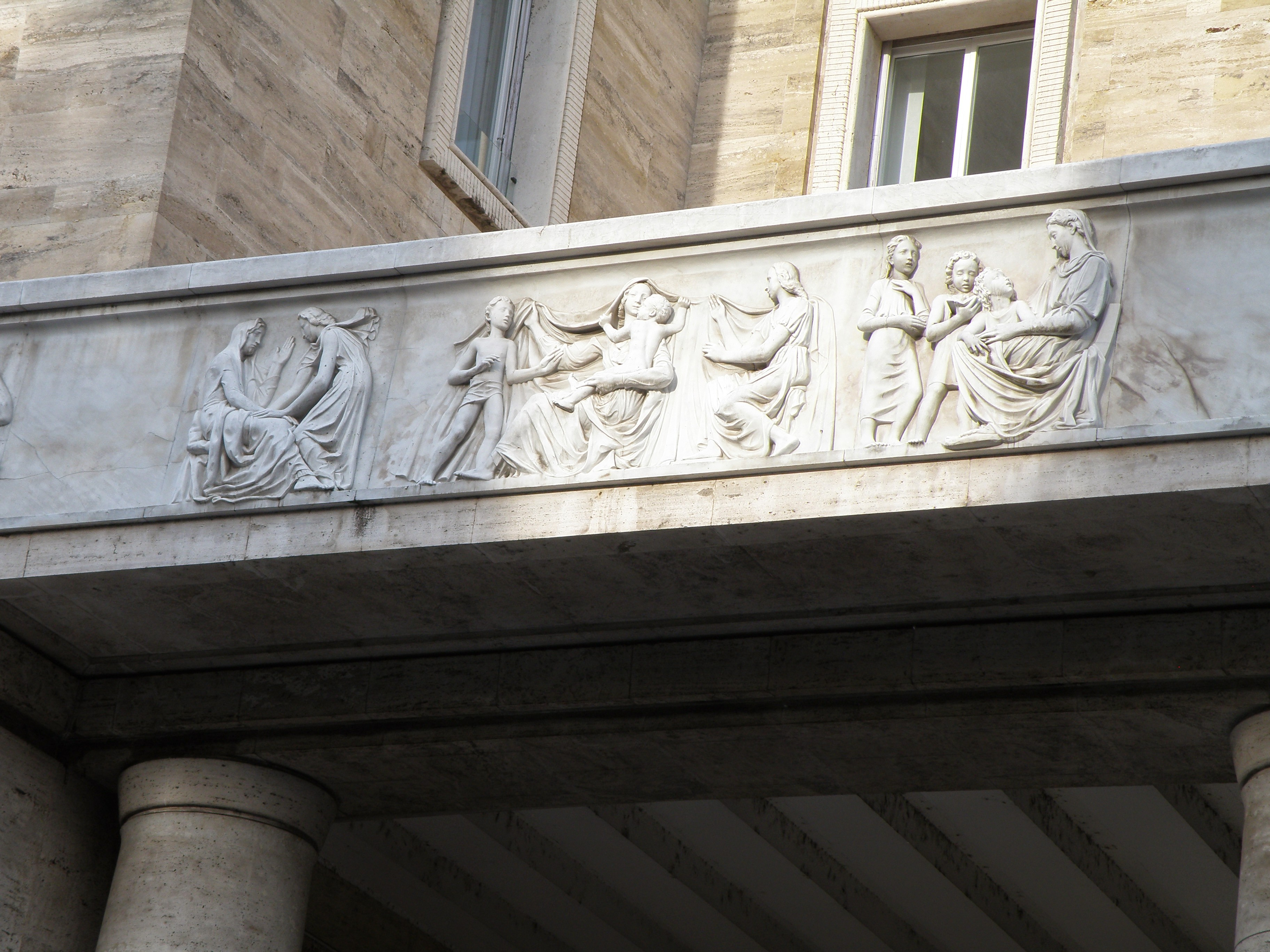
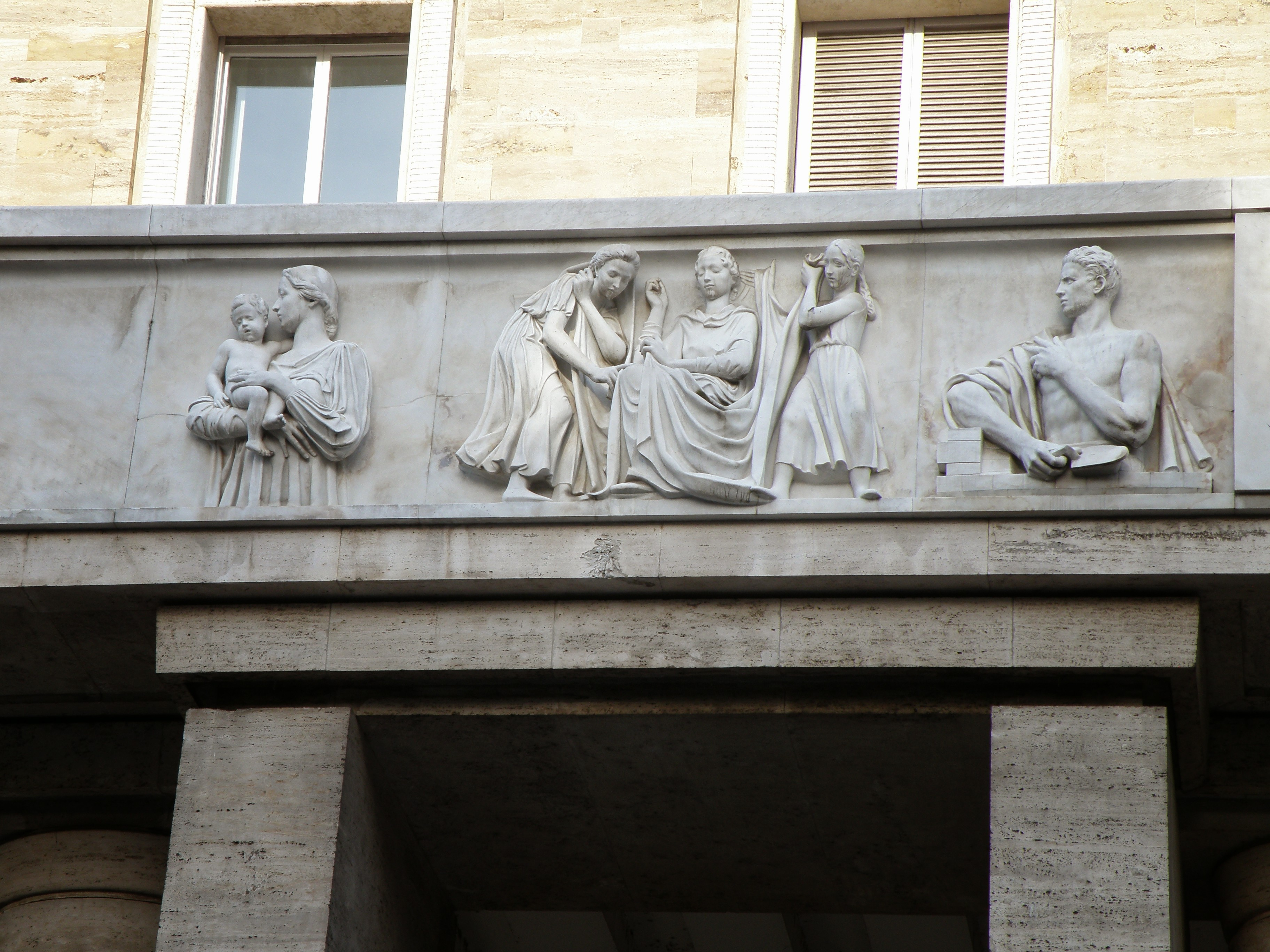
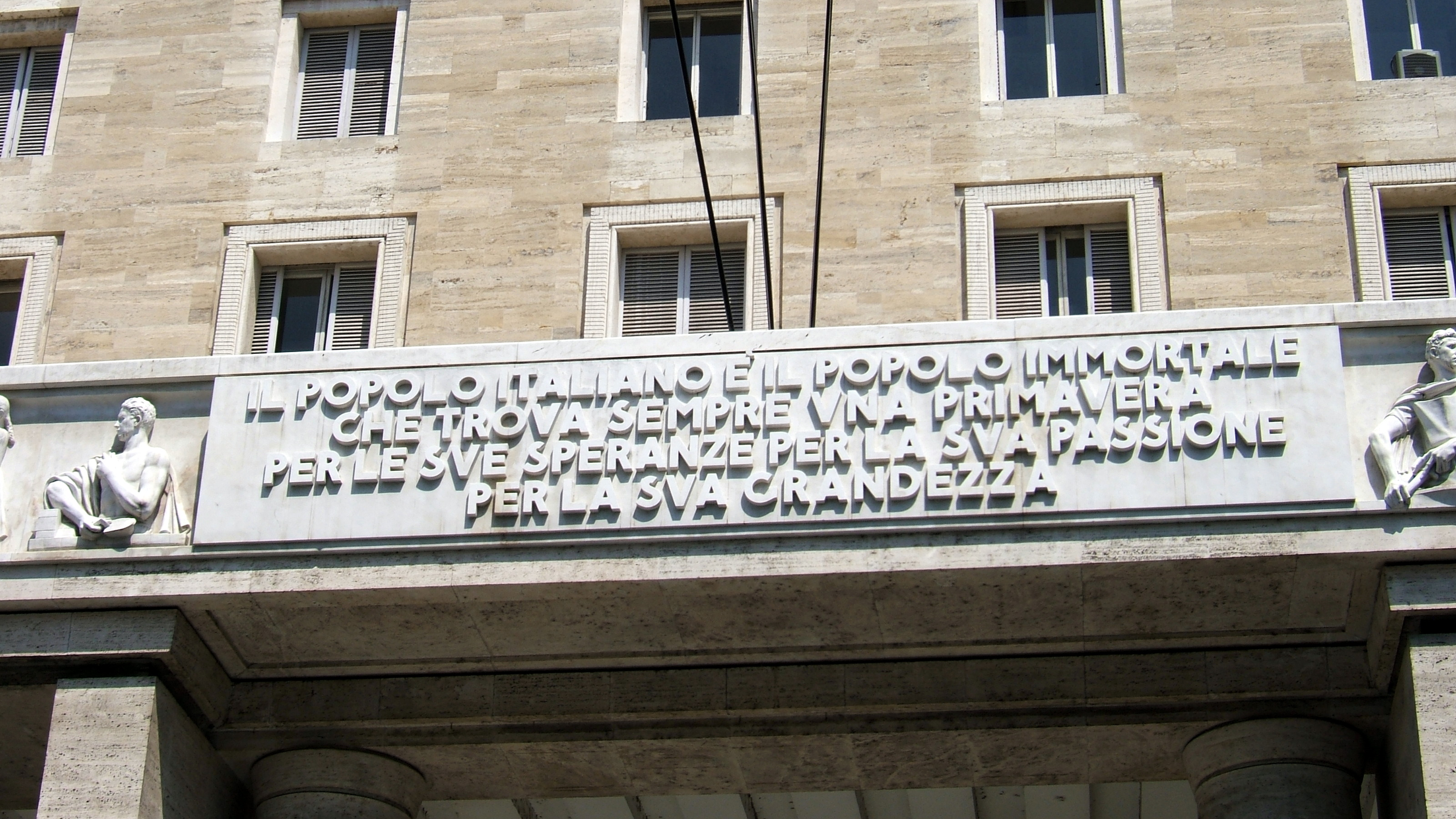
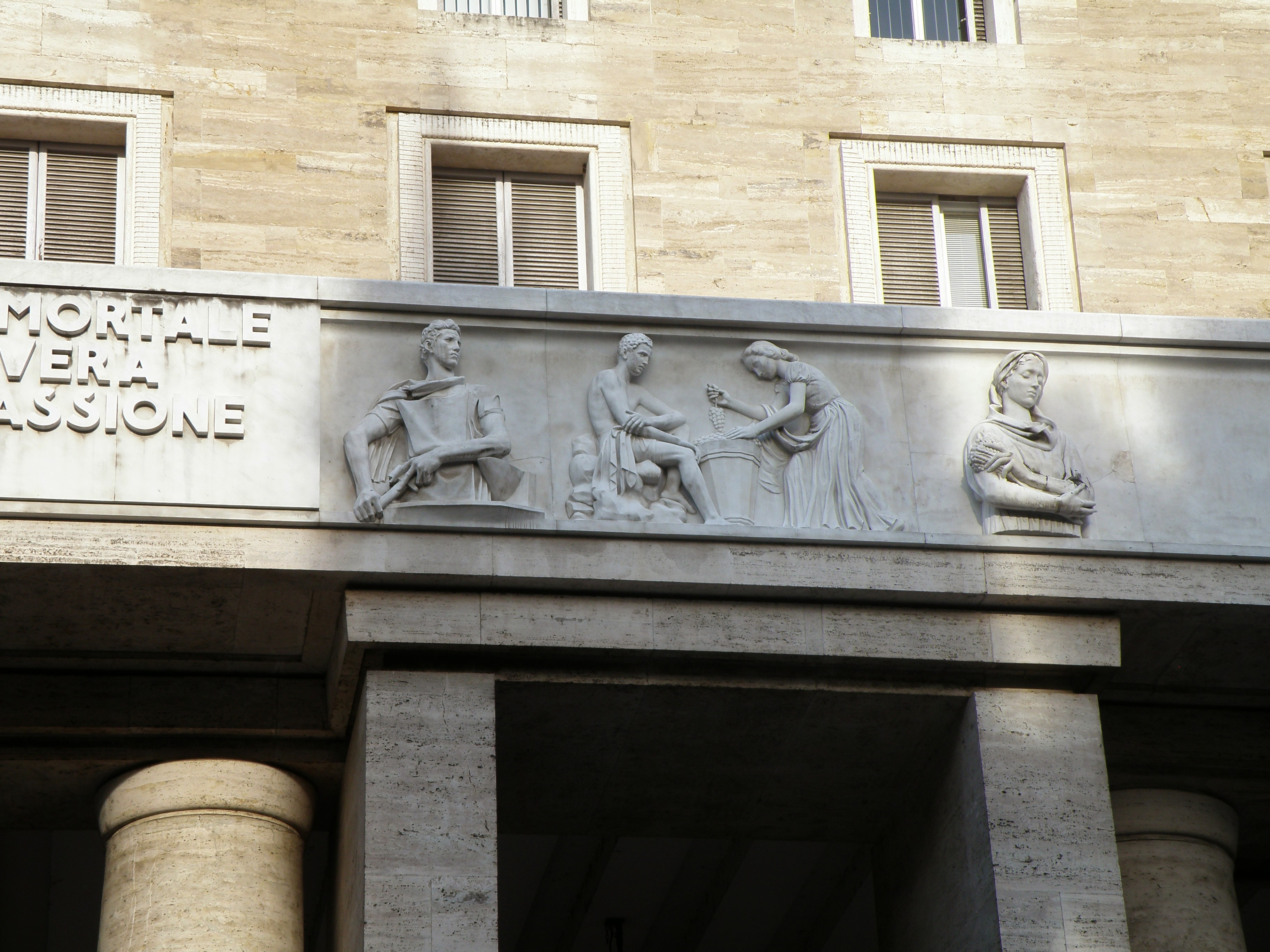
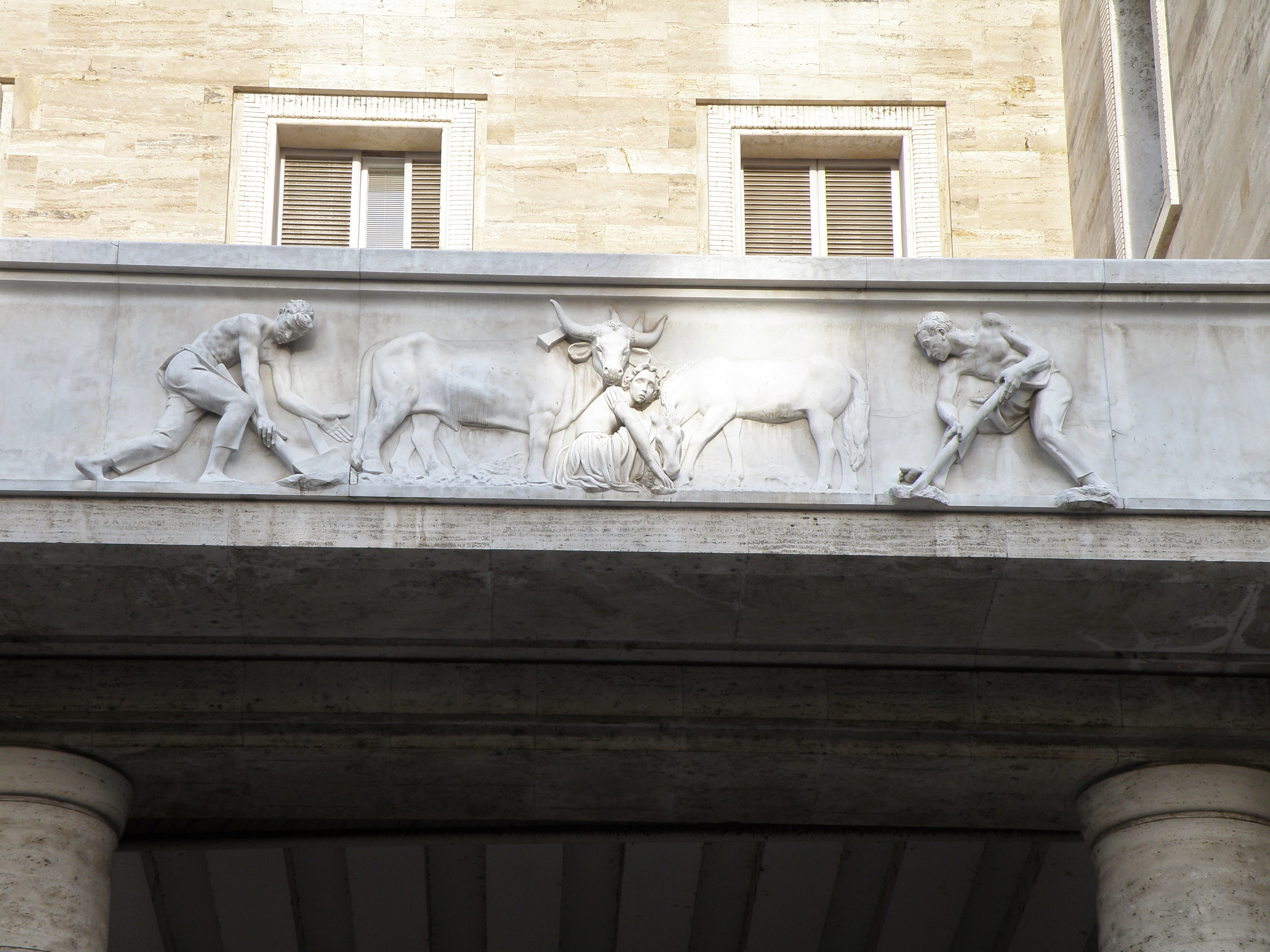
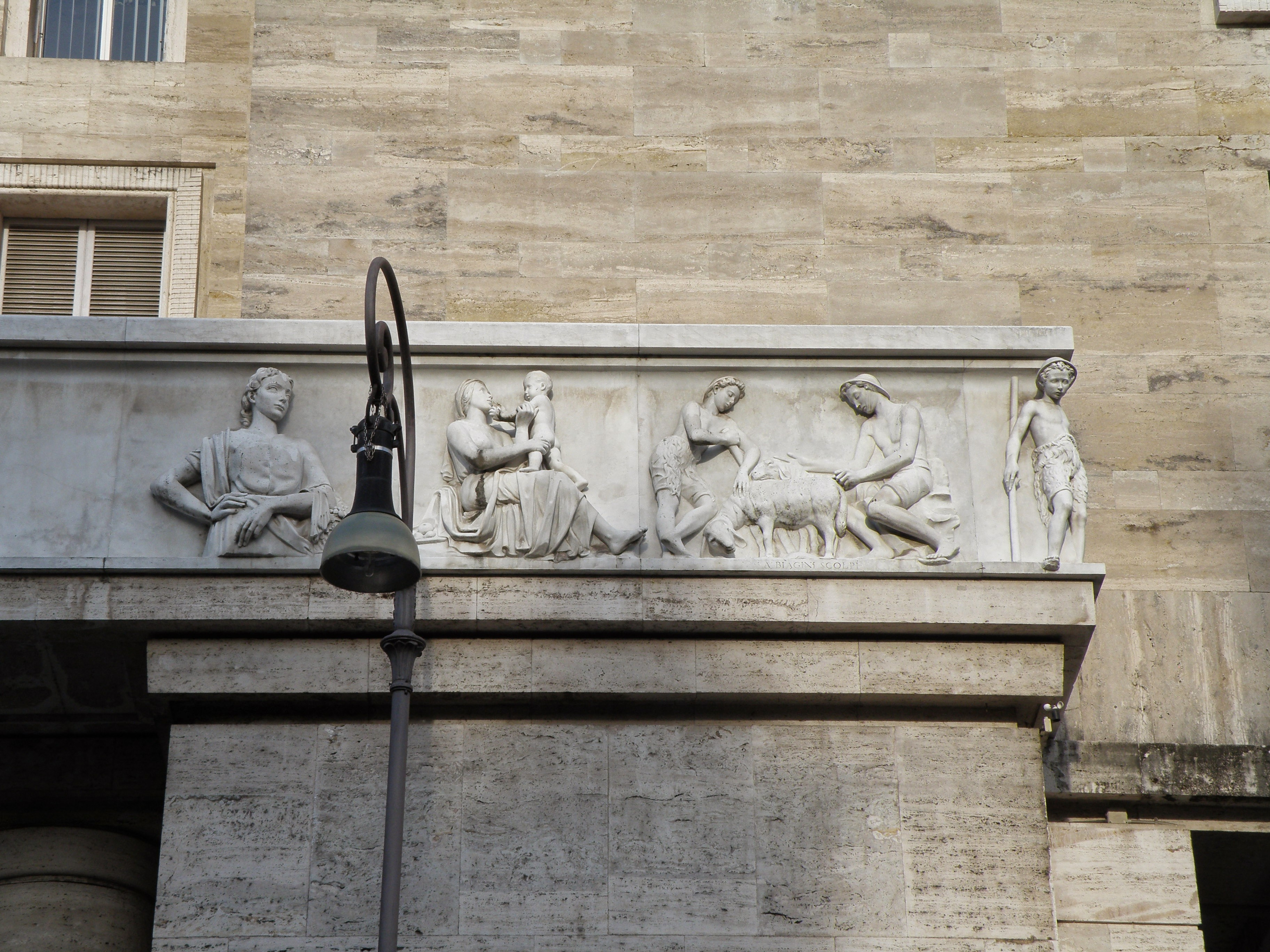

Palazzo sud

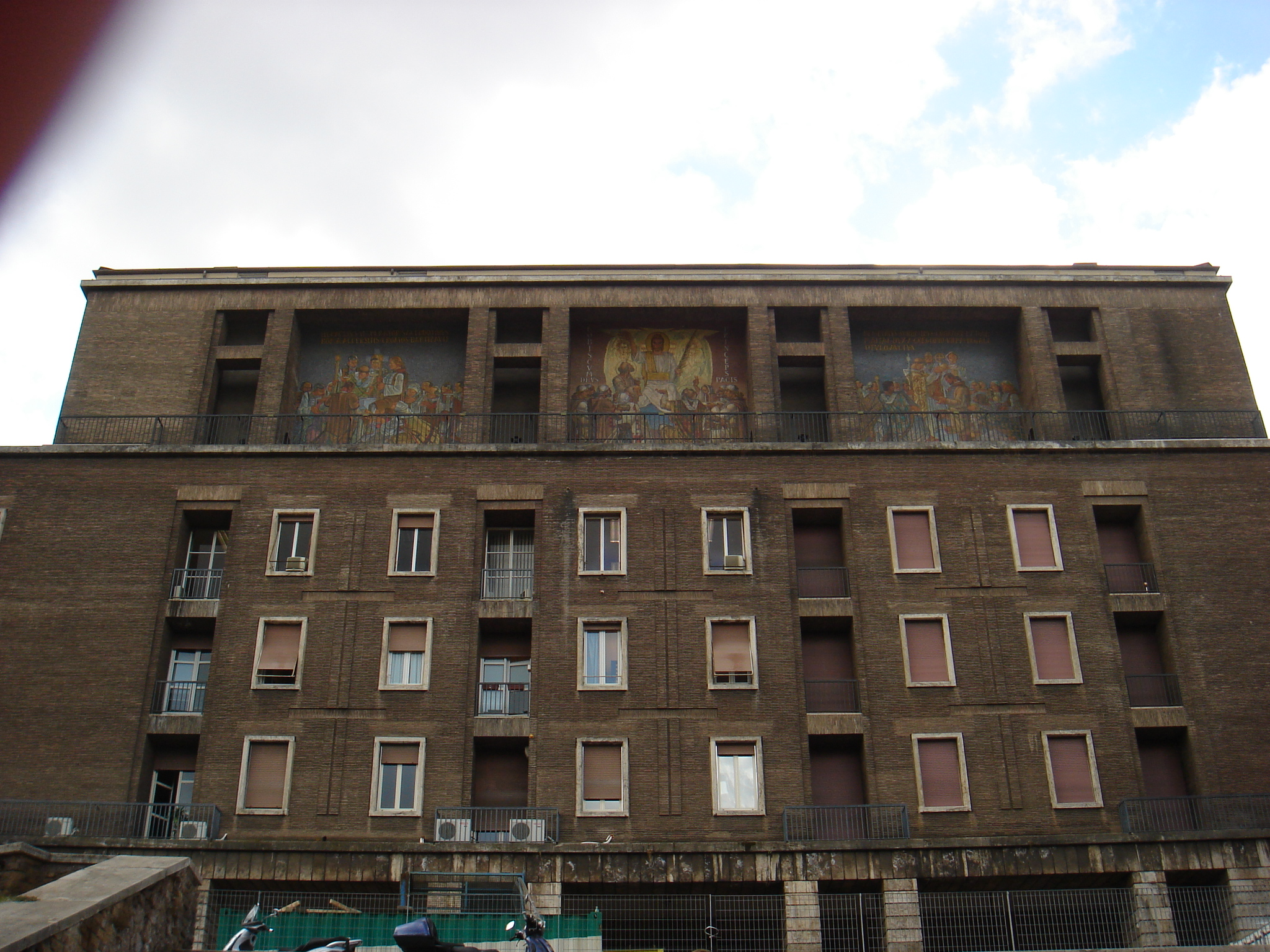
Vista generale
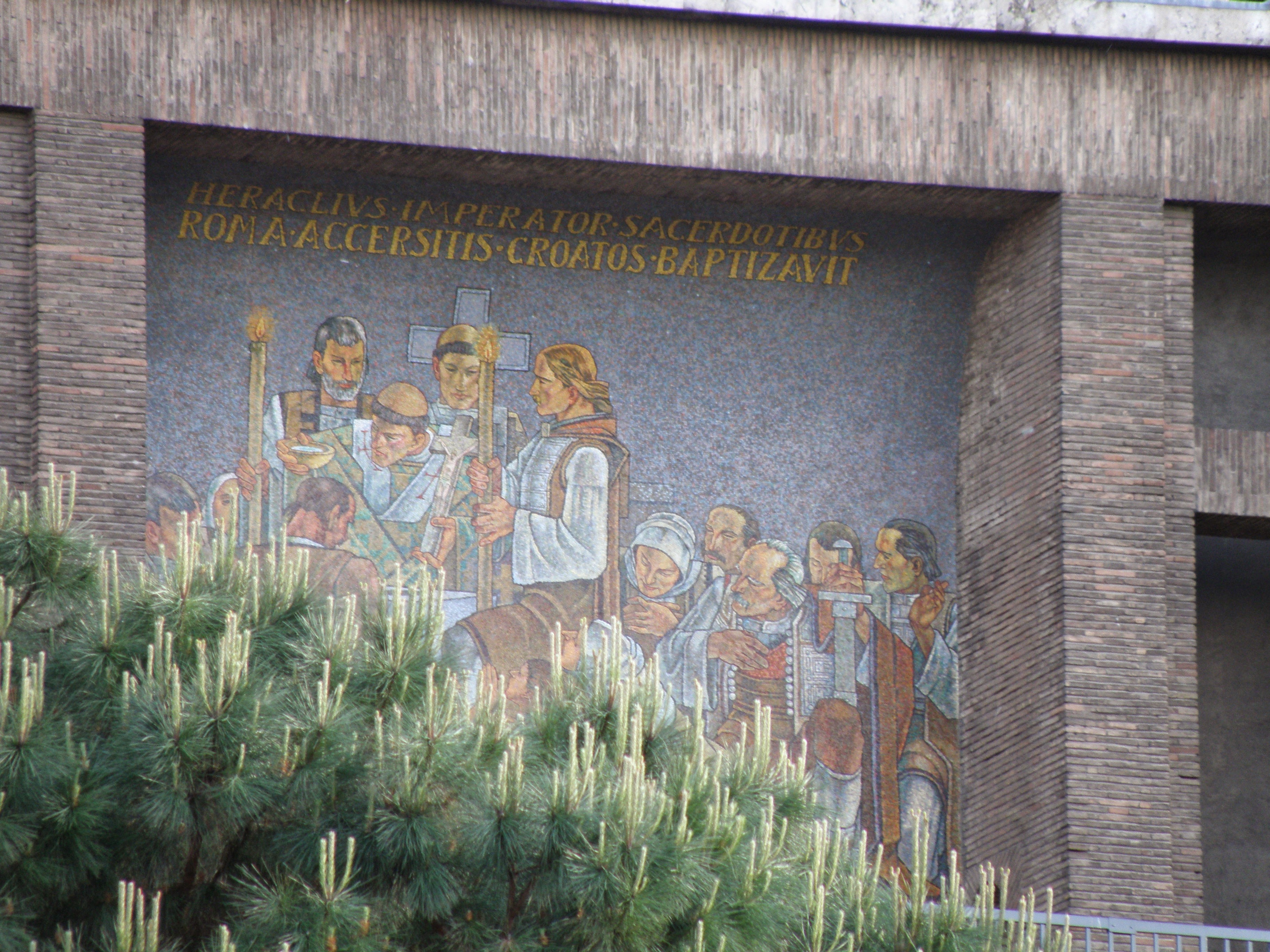
L'imperatore d'oriente Eraclio (610-641) fa battezzare i croati dai preti giunti da Roma
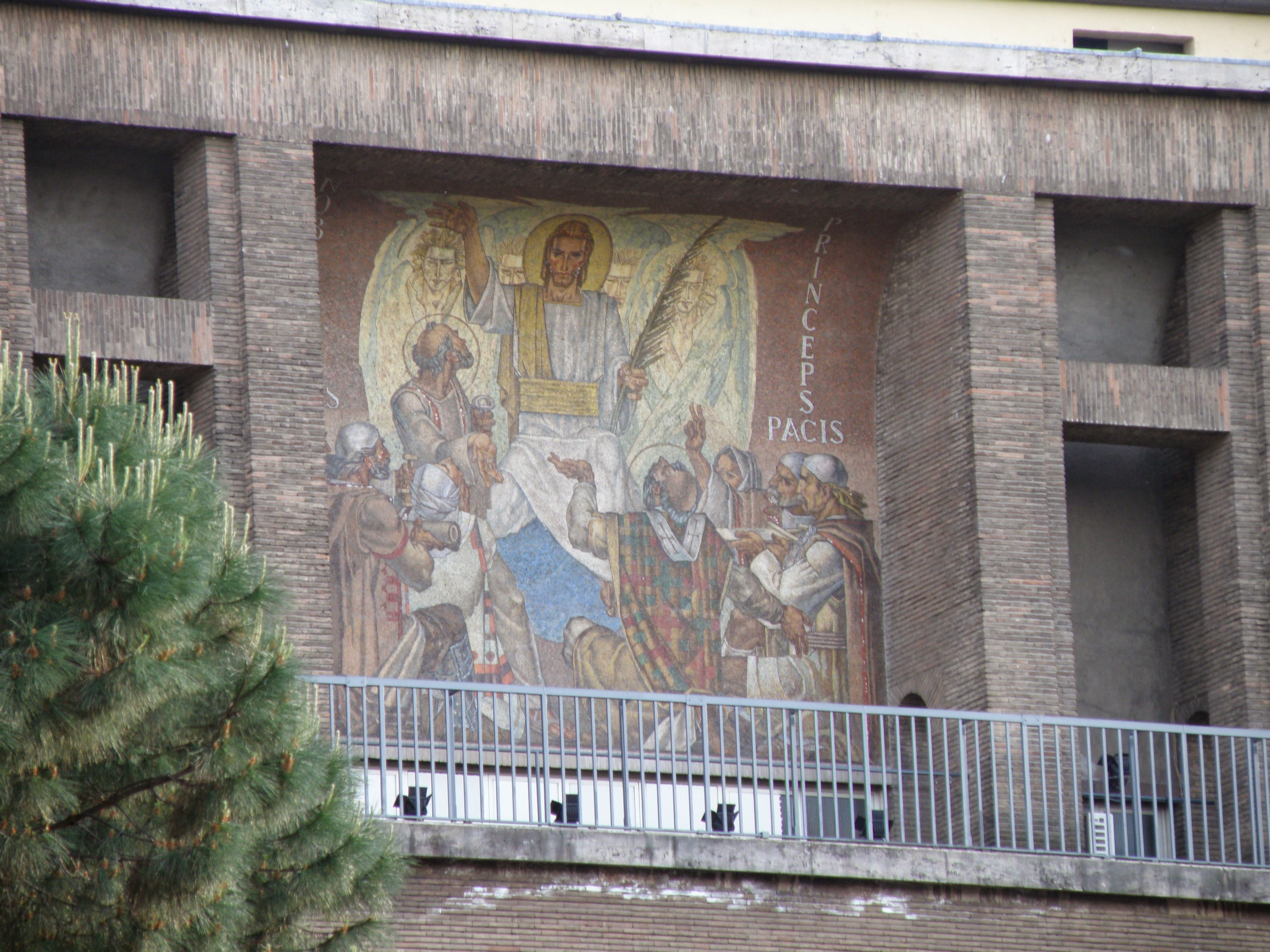
Patto e giuramento tra i croati e la Santa Sede sotto papa Agatone (678-681)
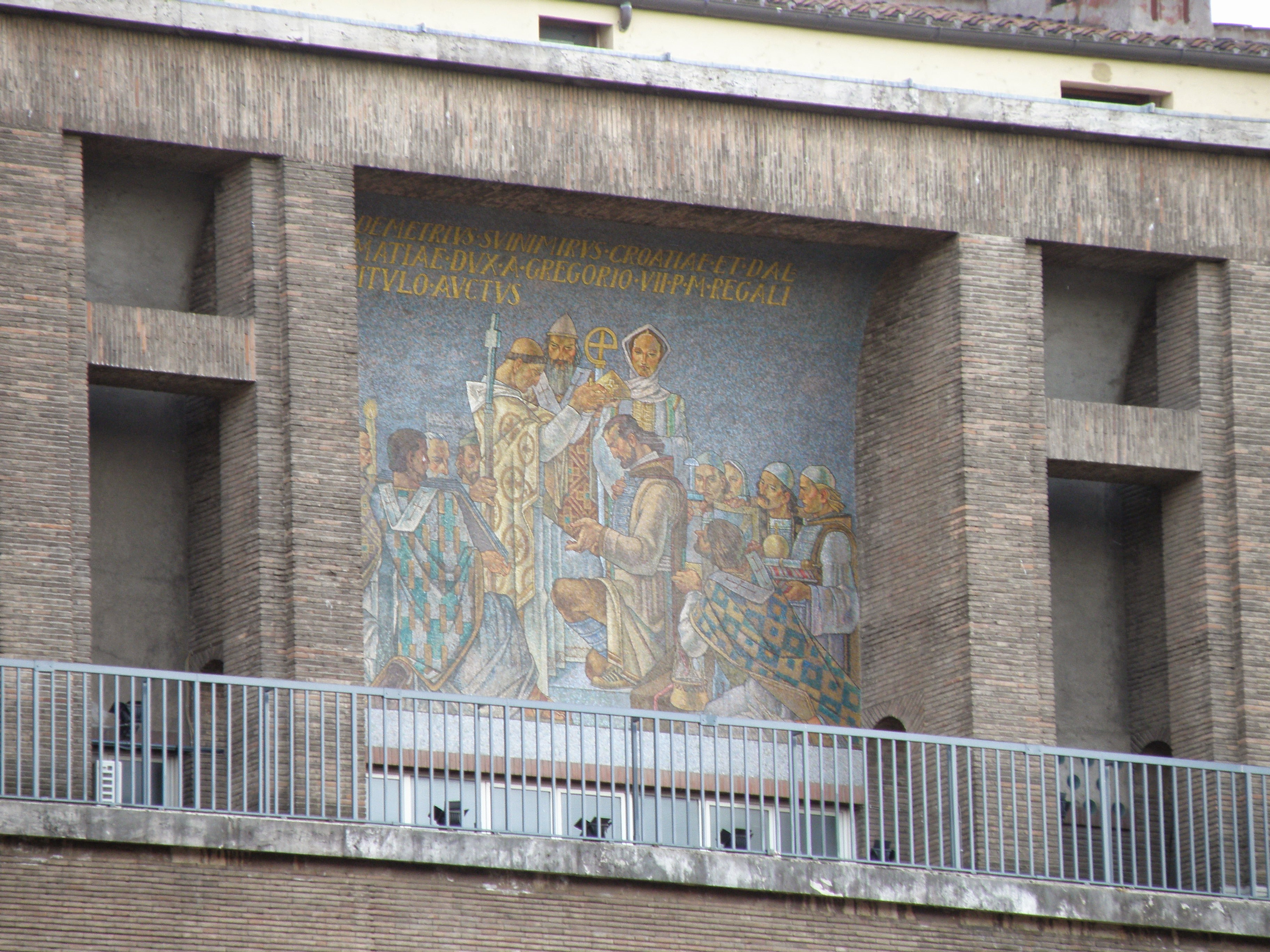
Demetrio Sunimirio, duca di Croazia e Dalmazia, riceve il titolo regio da papa Gregorio VII (1076)